# Simpelveld

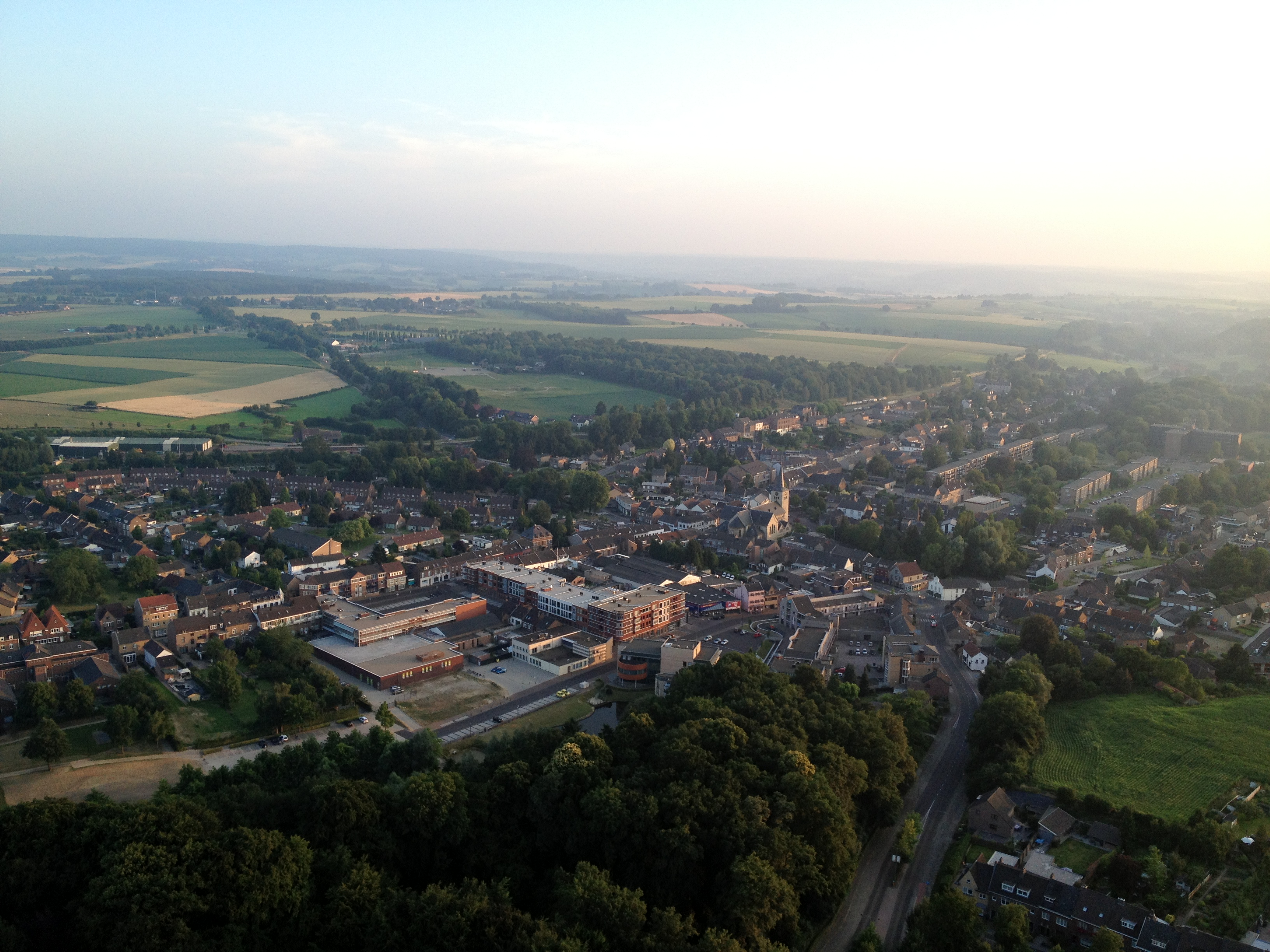
Simpelveld

Simpelveld (limburguès Zumpelveld) és un municipi de la província de Limburg, al sud-est dels Països Baixos. L'1 de gener del 2009 tenia 11.055 habitants repartits sobre una superfície de 16,03 km² (dels quals 0 km² corresponen a aigua). Limita al nord amb Voerendaal i Heerlen, a l'oest amb Gulpen-Wittem i al sud amb Aquisgrà.

## Centres de població
| Neerlandès      | Limburguès  | Població |
| --------------- | ----------- | -------- |
| Simpelveld      | Zumpelveld  | 5.690    |
| Bocholtz        | Bóches      | 5.630    |
| Bocholtzerheide | Bóchezerhei | 530      |
| Huls            | De Huls     | 360      |
| Baneheide       | De Boanhei  | 150      |
| (Bron: CBS)     |             |          |

## Ajuntament
El consistori municipal consta de 15 membres, format des del 2006 per:
- Leefbaar Simpelveld, 4 regidors
- Burgerbelangen, 4 regidors
- Simpelveld Lokaal, 3 regidors
- CDA, 2 regidors
- PvdA, 2 regidors